# Österreichische Handballmeisterschaft 2004/05
Die 44. Saison der Österreichischen Handballmeisterschaft begann im August 2004 und endete im Mai 2005. Der amtierende Meister der Saison 2003/04 A1 Bregenz, konnte seinen Titel verteidigen. Alle Vereine schafften in dieser Saison den Klassenerhalt.

## Handball Liga Austria
In der höchsten Spielklasse, der HLA, sind zehn Teams vertreten.
Die Meisterschaft wurde in mehrere Phasen gegliedert. In der Hauptrunde spielten alle Teams eine einfache Hin- und Rückrunde gegen jeden Gegner. Danach wurde die Liga in zwei Gruppen geteilt.
Die ersten acht Teams spielten in einer weiteren Hin- und Rückrunde um den Einzug ins HLA-Halbfinale, während die letzten zwei Teams gegen die besten vier Mannschaften der zweithöchsten Spielklasse um den Klassenerhalt kämpfen mussten.

### Grunddurchgang HLA
|     | Verein                   | R  | S  | U | N  | Tore    | Diff. | Punkte |
| --- | ------------------------ | -- | -- | - | -- | ------- | ----- | ------ |
| 1.  | A1 Bregenz (M)           | 18 | 14 | 2 | 2  | 553:488 | +65   | 30     |
| 2.  | UHK Krems                | 18 | 12 | 1 | 5  | 548:484 | +64   | 25     |
| 3.  | Alpla HC Hard            | 18 | 12 | 1 | 5  | 523:471 | +52   | 25     |
| 4.  | Aon Fivers Margareten    | 18 | 11 | 2 | 5  | 540:535 | +5    | 24     |
| 5.  | HC Linz AG               | 18 | 10 | 0 | 8  | 509:470 | +39   | 20     |
| 6.  | SG Handball West Wien    | 18 | 8  | 0 | 10 | 452:471 | −19   | 16     |
| 7.  | UHC Goldmann Druck Tulln | 18 | 7  | 0 | 11 | 496:522 | −26   | 14     |
| 8.  | ULZ Sparkasse Schwaz     | 18 | 6  | 1 | 11 | 507:558 | −51   | 13     |
| 9.  | HIT Innsbruck            | 18 | 5  | 1 | 12 | 524:534 | −10   | 11     |
| 10. | UHC Raika Gänserndorf    | 18 | 1  | 0 | 17 | 494:613 | −119  | 2      |

| Legende | Legende                    |
| ------- | -------------------------- |
|         | Meister-Playoff            |
|         | Abstiegs-Playoff           |
| (M)     | Meister der letzten Saison |

### Meister-Playoff
|    | Verein                   | R  | S  | U | N  | Tore    | Diff. | Punkte |
| -- | ------------------------ | -- | -- | - | -- | ------- | ----- | ------ |
| 1. | A1 Bregenz (M)           | 14 | 9  | 2 | 3  | 424:364 | +60   | 27:8   |
| 2. | Aon Fivers Margareten    | 14 | 10 | 2 | 2  | 435:382 | +53   | 26:6   |
| 3. | UHK Krems                | 14 | 9  | 1 | 4  | 414:373 | +6    | 25:9   |
| 4. | HC Linz AG               | 14 | 8  | 3 | 3  | 390:354 | +36   | 22:9   |
| 5. | HC Superfund Hard        | 14 | 6  | 1 | 7  | 416:417 | −1    | 18:15  |
| 6. | HC Wolfhose West Wien    | 14 | 6  | 0 | 8  | 357:397 | −40   | 14:16  |
| 7. | UHC Goldmann Druck Tulln | 14 | 1  | 2 | 11 | 361:426 | −65   | 5:24   |
| 8. | ULZ Sparkasse Schwaz     | 14 | 1  | 1 | 12 | 362:446 | −84   | 3:25   |

### HLA-Halbfinale
| Verein                | Tore  | Verein                |  |
| --------------------- | ----- | --------------------- |  |
| UHK Krems             | 29:30 | Aon Fivers Margareten |  |
| HC Linz AG            | 27:29 | A1 Bregenz            |  |
| A1 Bregenz            | 28:25 | HC Linz AG            |  |
| Aon Fivers Margareten | 31:24 | UHK Krems             |  |

### HLA-Finale (Best of three)
| Verein                | Tore  | Verein                |  |
| --------------------- | ----- | --------------------- |  |
| A1 Bregenz            | 36:33 | Aon Fivers Margareten |  |
| Aon Fivers Margareten | 38:44 | A1 Bregenz            |  |

### HLA-Endstand
| Legende | Legende                         |
| ------- | ------------------------------- |
|         | EHF Champions League            |
|         | EHF-CUP                         |
|         | EHF Europapokal der Pokalsieger |
|         | EHF Challenge Cup               |
| (M)     | Meister der letzten Saison      |

### Abstiegs-Playoff
|    | Verein                   | R  | S  | U | N | Tore    | Diff. | Punkte |
| -- | ------------------------ | -- | -- | - | - | ------- | ----- | ------ |
| 1. | HIT Innsbruck            | 10 | 10 | 0 | 0 | 382:275 | +107  | 20:0   |
| 2. | UHC Raika Gänserndorf    | 10 | 6  | 0 | 4 | 353:332 | +21   | 12:8   |
| 3. | JURI Union Leoben        | 10 | 5  | 1 | 4 | 311:317 | −6    | 11:9   |
| 4. | HSG Graz                 | 10 | 4  | 0 | 6 | 286:298 | −12   | 8:12   |
| 5. | SC KELAG Ferlach         | 10 | 3  | 1 | 6 | 309:350 | −41   | 7:13   |
| 6. | Sportunion Edelweiß Linz | 10 | 1  | 0 | 9 | 297:366 | −69   | 2:18   |

| Legende | Legende             |
| ------- | ------------------- |
|         | Handball-Bundesliga |